# Mês Nacional da Herança Hispânica
O Mês Nacional da Herança Hispânica (em espanhol: Mes Nacional de la Herencia Hispana; inglês: National Hispanic Heritage Month) é comemorado anualmente de 15 de setembro a 15 de outubro nos Estados Unidos por reconhecer as contribuições e influência dos hispano-americanos para a história, cultura e conquistas dos Estados Unidos.

## História
A herança do Mês da Herança Hispânica começou como Semana da Herança Hispânica. A Semana Hispânica foi estabelecida por legislação patrocinada pelo Representante de Los Angeles Edward R. Roybal e foi assinado em lei pelo presidente Lyndon Johnson em 1968. Em 1988, a semana comemorativa foi ampliada para um mês (15 de setembro a 15 de outubro) por legislação patrocinada pelo Representante Esteban Edward Torres (Democrata), emendado pelo senador Paul Simon, e sancionado pelo presidente Ronald Reagan. O dia 15 de setembro foi escolhido como ponto de partida para a comemoração por ser o aniversário do Grito de Dolores (madrugada de 16 de setembro de 1810), que marcou o início da Guerra da Independência do México e resultou (em 1821) na independência da Nova Espanha (agora México, Guatemala, El Salvador, Costa Rica, Honduras e Nicarágua).
O México, a maioria dos países da América Central e o Chile comemoram sua independência da Espanha em 15 de setembro, 16 de setembro e 18 de setembro, respectivamente.
A Semana da Herança Hispânica foi proclamada pela primeira vez pelo presidente Johnson em 1968 na Proclamação Presidencial 3869. Os presidentes Nixon, Ford, Carter e Reagan fizeram proclamações anuais para a Semana da Herança Hispânica entre 1969 e 1988. O Mês Nacional da Herança Hispânica foi proclamado pela primeira vez pelo presidente George H. W. Bush em 14 de setembro de 1989, na Proclamação Presidencial 6021. Desde 1989, todos os presidentes deram uma proclamação presidencial para marcar o Mês da Herança Hispânica.

## Comemorações militares

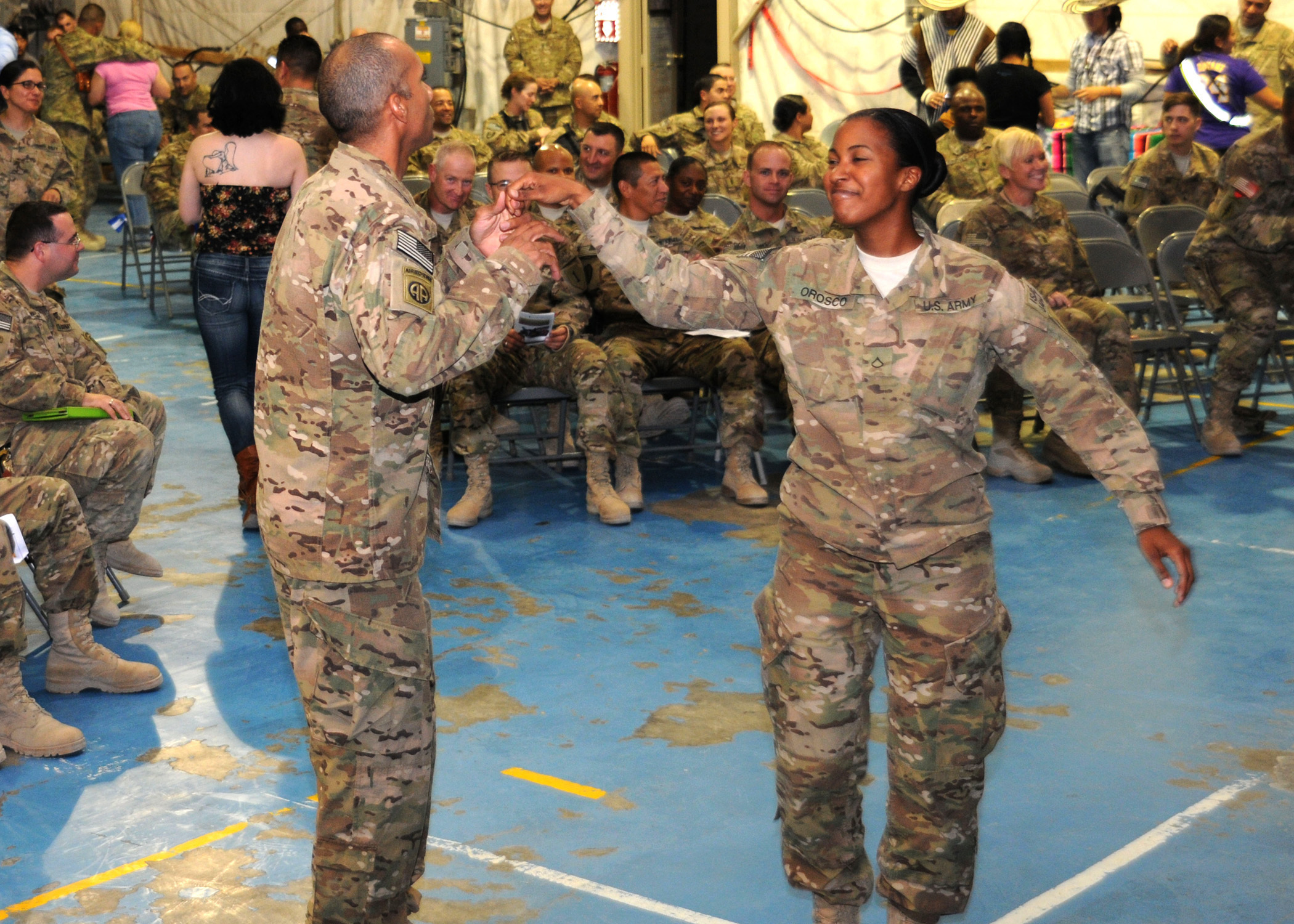
Militares dançando na celebração do Mês da Herança Hispânica

O Mês Nacional da Herança Hispânica é um momento para os militares dos Estados Unidos homenagearem os hispano-americanos mortos e ativos que serviram nas Forças Armadas. Sessenta e uma pessoas de herança hispânica receberam a Medalha de Honra, duas foram entregues a membros da Marinha, 13 a membros do Corpo de Fuzileiros Navais dos EUA e 46 a membros do Exército dos EUA.
Durante o Mês da Herança Hispânica, o Exército dos EUA comemora as contribuições de longa data e notáveis que os hispânicos fizeram na construção e defesa da nação. Desde setembro de  1785, 100 soldados hispânicos servem no Exército dos Estados Unidos, compondo 13,8 por cento do Exército. De acordo com o site oficial do Exército, o objetivo durante o Mês da Herança Hispânica é celebrar o ambiente diversificado e inclusivo do Exército dos Estados Unidos. Através de esforços coordenados em todo o Exército, esta observância será usada para informar o público do Exército e celebrar as contribuições dos soldados hispânicos, civis e suas famílias. A representação de hispano-americanos na ativa aumentou 10% nos últimos 30 anos. Em 1985, era de três por cento e, em 2016, era de 13,7 por cento.
A Marinha dos Estados Unidos celebra o Mês da Herança Hispânica homenageando os marinheiros de herança hispânica. O serviço militar dos hispano-americanos remonta à Guerra de Secessão. Desde junho de  2018, aproximadamente 59 000 marinheiros ativos e da reserva de herança hispânica servem na Marinha e nos Fuzileiros Navais dos EUA.

## Eventos anuais
O anual Northwest Arkansas Hispanic Heritage Festival é realizado em Fayetteville, Arkansas. Foi estabelecido em 2013 pela Câmara de Comércio de Fayetteville.
O El Barrio Latin Jazz Festival no Bronx, Nova Iorque, é realizado anualmente em setembro para coincidir com o Mês da Herança Hispânica.
A Smithsonian Institution organiza eventos do Mês da Herança Hispânica em Washington, D.C.. Um evento é o Zoo Fiesta. Em 2018, o Smithsonian Natural Museum of the American Indian sediou o Realm of the Jaguar, uma série de apresentações com danças da Bolívia, México e Guatemala, além de confecções de máscaras e cerâmicas tradicionais e contemporâneas."
O Festival da Família Hispânica é realizado anualmente no Springdale Park em Springdale, Holyoke, Massachusetts.
O Festival Oficial de Curtas-Metragens Latinos (Official Latino Short Film Festival) começou em 2015.
A Hispanic Star, uma plataforma criada pela We Are All Human Foundation, organizou um lançamento virtual do Mês da Herança Hispânica em 2020 com artistas como Residente e Fonseca, além de líderes cívicos e corporativos. O programa envolveu líderes para discutir a herança e orgulho hispânicos, a realidade da comunidade e histórias de sucesso hispânicas. A organização também publicou um "kit de ferramentas" desenvolvido para ajudar indivíduos e organizações a participar da celebração. Em 15 de abril de 2021, eles lançaram uma versão 2021 de seu "kit de ferramentas" do Mês da Herança Hispânica para corporações, organizações e indivíduos usarem em seu planejamento para este mês e pedindo que todos o usem e compartilhem.